# Bożena Tańska-Hus
Bożena Maria Tańska-Hus – polska ekonomistka, dr hab. nauk ekonomicznych, profesor nadzwyczajny Instytutu Nauk Ekonomicznych i Społecznych Wydziału Przyrodniczego i Technologicznego Uniwersytetu Przyrodniczego we Wrocławiu.

## Życiorys
14 czerwca 1984 obroniła pracę doktorską Metody mierzenia poziomu organizacji pracy, 30 stycznia 2001 habilitowała się na podstawie pracy zatytułowanej Dzierżawa rolnicza jako instrument przekształceń strukturalnych w rolnictwie. 23 lutego 2011 nadano jej tytuł profesora w zakresie nauk ekonomicznych. Została zatrudniona na stanowisku profesora w Katedrze Ekonomiki i Organizacji Rolnictwa na Wydziale Przyrodniczym i Technologicznym Uniwersytetu Przyrodniczego we Wrocławiu.
Piastuje funkcję profesora nadzwyczajnego Instytutu Nauk Ekonomicznych i Społecznych Wydziału Przyrodniczego i Technologicznego Uniwersytetu Przyrodniczego we Wrocławiu.